# Alcampell
Alcampell (auf Katalanisch El Campell) ist eine Gemeinde in der Provinz Huesca in der Autonomen Gemeinschaft Aragonien in Spanien. Sie liegt in der Comarca La Litera in der überwiegend katalanischsprachigen Franja de Aragón.

## Gemeindegebiet
Zur Gemeinde gehört die heute unbewohnte Exklave Pelegriñón (Katalanisch Pelegrinyó) mit kleiner romanischer Kirche und der Einsiedelei Santa Ana.

## Geschichte
Im Gemeindegebiet wurden Spuren iberischer Besiedelung gefunden. Die Ortsgeschichte setzt allerdings erst mit dem Defensivsystem (mit einer Festung) ein, das in der Zeit der Mauren eingerichtet wurde. Um 1090 erfolgte die christliche Rückeroberung durch Graf Armengol IV. von Urgell. Der Ort wird im Jahr 1098 erstmals genannt. In der Folgezeit lag Alcampell im Schnittpunkt der Interessen der Grafen von Urgell und der Könige von Aragonien. 1785 erfolgte die Trennung von Tamarite de Litera.

## Bevölkerungsentwicklung seit 1900
| 1900  | 1910 | 1930 | 1940 | 1950  | 1960 | 1970 | 1978  | 1991  | 1996  | 2001 | 2004 | 2008 |
| ----- | ---- | ---- | ---- | ----- | ---- | ---- | ----- | ----- | ----- | ---- | ---- | ---- |
| 1.863 | -    | -    | -    | 1.941 | -    | -    | 1.358 | 1.075 | 1.015 | 873  | 849  | 796  |

## Sehenswürdigkeiten

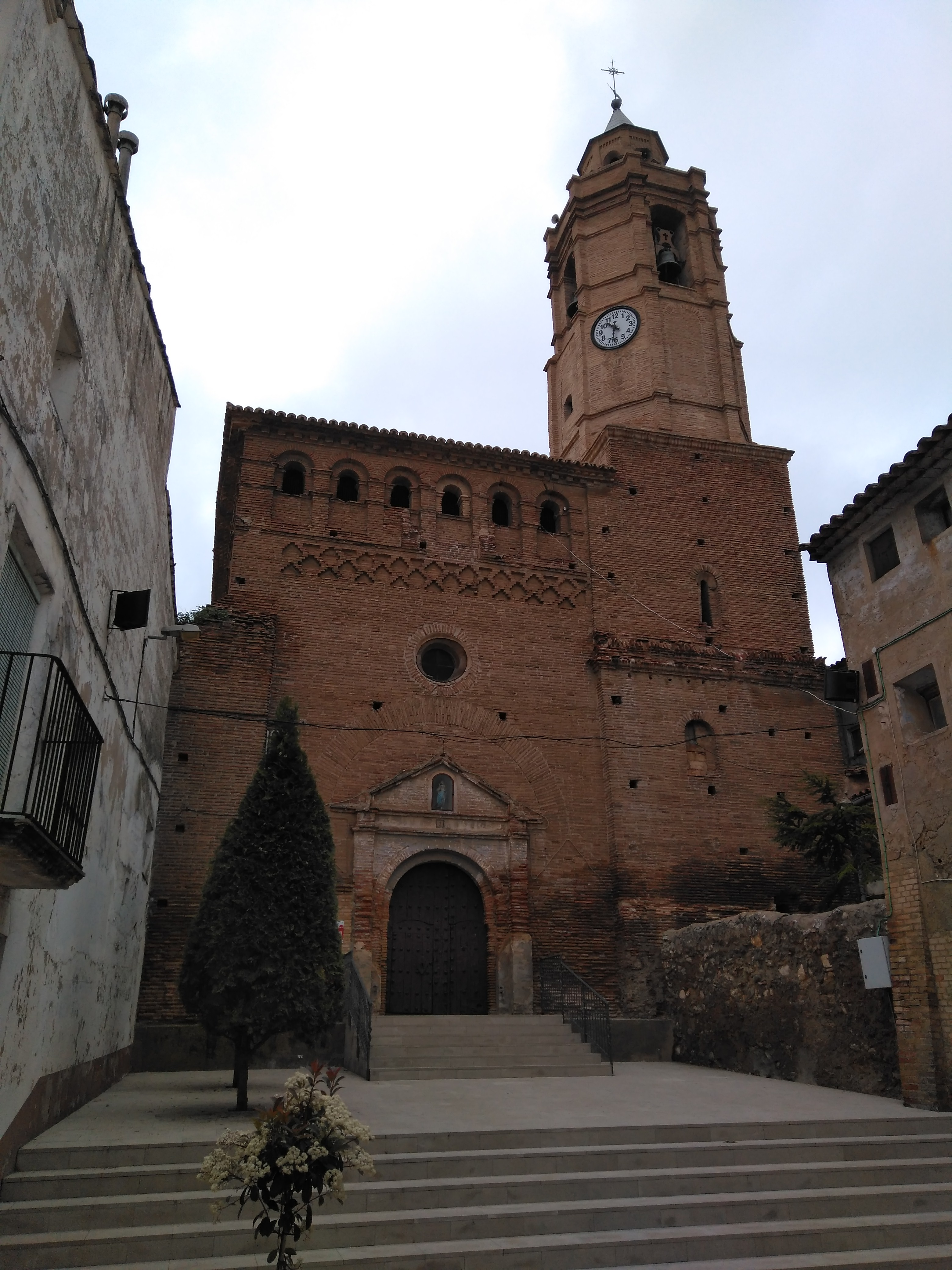
Kirche Santa Margarita

- Kirche Santa Margarita aus dem 16. Jahrhundert im Mudéjarstil
- Einsiedelei Santa Margarita
- Turm Torre Bellet
- Mehrere Brunnen